# 三本杉村
三本杉村（さんぼんすぎそん）は、鳥取県東伯郡にあった村。現在の東伯郡琴浦町の一部にあたる。

## 地理
加勢蛇川中流部の河岸段丘上に位置していた。

## 歴史
- 1889年（明治22年）10月1日、町村制の施行により、八橋郡三本杉村、中津原村、野井倉村が合併して村制施行し、三本杉村が発足[1][2]。旧村名を継承した三本杉、中津原、野井倉の3大字を編成[2]。古布庄村との組合役場を古布庄村大字古長に設置[3]。
- 1896年（明治29年）4月1日、郡の統合により東伯郡に所属[2]。
- 1900年（明治33年）5月1日、東伯郡古布庄村と合併し古布庄村が存続して廃止された[1][2]。合併後、古布庄村大字三本杉・中津原・野井倉となる[2]。

## 産業
- 農業[2]

## 教育
- 1874年（明治7年）矢下学校三本杉支校開校[2]。1882年（明治15年）三本杉分校に改称[2]。1888年（明治21年）三本杉簡易小学校設立[2]。1893年（明治26年）三本杉尋常小学校設立[2]。